# Daniel Mattar
Daniel Oertel-Mattar ist ein deutscher Jazz- und Tangosänger.
Mattar studierte an der Hochschule der Künste Berlin. Er wurde bekannt durch seine Zusammenarbeit mit der Jazzsängerin Lisa Bassenge. Er gewann den Jazzpreis Nordrhein-Westfalen der Stadt Leverkusen und als Mitglied der Gruppe Mosaïq den Studiopreis des Senats der Stadt Berlin.
Er trat mit Bobby McFerrin im Tempodrom Berlin und bei einem Konzert der Universität der Künste Berlin auf. Weiterhin arbeitet er mit Marc Ducret und Steve Coleman, mit Jerry Granelli, der Solokünstlerin Hilde Kappes und dem New Yorker Pianisten Misha Piategorsky und als Nachfolger von Roger Cicero mit dem Julia Hülsmann Trio (mit Marc Muellbauer und Heinrich Köbberling) zusammen. Er sang die Hauptrolle in einer Tango-Oper von Astor Piazzolla und den Evangelisten in einer Jazzmesse. Als Tangosänger tritt er mit der Pianistin Marie-Elsa Drelon auf.
Mattar unterrichtete Gesang an der Hochschule für Musik und Theater Rostock (seit 2001) und an der Hochschule für Musik „Hanns Eisler“ Berlin. Von Februar 2010 bis 2021 war er Professor Pop-Gesang und Fachdidaktik an der Hochschule Osnabrück. Nachdem er im Rahmen einer Vertretungs- bzw. Gastprofessur bereits seit 2019  an der Hochschule für Musik Carl Maria von Weber Dresden tätig war, wurde er 2021 auf die dortige Professur für Gesang im Studienschwerpunkt Jazz/Rock/Pop berufen.

## Diskographische Hinweise
- Lisa Bassenge Trio: Going Home, 2000
- Lisa Bassenge Trio: A Sigh, A Song, 2002
- Zabriskie Point: Mantra, 2004 (mit Rupert Stamm, Jochen Krämer, Johannes Gunkel),
- Daniel Mattar & Tim Sund: A Mexican Story, 2007
- Your Land Your House, 2018 (mit Christian Kögel, Marc Muellbauer, Matthias Trippner)